# Провінкал (Луїзіана)
Провінкал (англ. Provencal) — селище (англ. village) в США, в окрузі Начітош штату Луїзіана. Населення — 528 осіб (2020).

## Географія
Провінкал розташований за координатами 31°39′17″ пн. ш. 93°12′0″ зх. д. / 31.65472° пн. ш. 93.20000° зх. д. (31.654738, -93.200118).  За даними Бюро перепису населення США в 2010 році селище мало площу 6,38 км², з яких 6,36 км² — суходіл та 0,02 км² — водойми.

## Демографія
Згідно з переписом 2010 року, у селищі мешкало 611 осіб у 244 домогосподарствах у складі 172 родин. Густота населення становила 96 осіб/км².  Було 288 помешкань (45/км²).
Расовий склад населення:
| - 94,1 % — білих - 2,0 % — чорних або афроамериканців - 0,8 % — корінних американців |

До двох чи більше рас належало 2,9 %. Частка іспаномовних становила 0,3 % від усіх жителів.
За віковим діапазоном населення розподілялося таким чином: 28,6 % — особи молодші 18 років, 58,3 % — особи у віці 18—64 років, 13,1 % — особи у віці 65 років та старші. Медіана віку мешканця становила 35,9 року. На 100 осіб жіночої статі у селищі припадало 86,3 чоловіків;  на 100 жінок у віці від 18 років та старших — 84,7 чоловіків також старших 18 років.
Середній дохід на одне домашнє господарство  становив 43 053 долари США (медіана — 33 438), а середній дохід на одну сім'ю — 43 156 доларів (медіана — 33 036). Медіана доходів становила 40 313 долари для чоловіків та 31 771 долар для жінок. За межею бідності перебувало 25,3 % осіб, у тому числі 52,7 % дітей у віці до 18 років та 22,6 % осіб у віці 65 років та старших.
Цивільне працевлаштоване населення становило 201 особа. Основні галузі зайнятості: освіта, охорона здоров'я та соціальна допомога — 32,3 %, сільське господарство, лісництво, риболовля — 14,9 %, роздрібна торгівля — 8,0 %, транспорт — 7,0 %.